# Briançon
Briançon (nom occità i francès) és una ciutat francesa situada al departament dels Alts Alps i a la regió de Provença-Alps-Costa Blava.

## Demografia
| Evolució de la població |       |       |       |       |       |       |       |       |
| 1793                    | 1800  | 1806  | 1821  | 1831  | 1836  | 1841  | 1846  | 1851  |
| 3.023                   | 2.666 | 2.945 | 2.835 | 2.939 | 3.455 | 4.301 | 4.309 | 4.439 |

| 1856  | 1861  | 1866  | 1872  | 1876  | 1881  | 1886  | 1891  | 1896  |
| ----- | ----- | ----- | ----- | ----- | ----- | ----- | ----- | ----- |
| 4.601 | 4.510 | 3.579 | 4.169 | 4.491 | 5.439 | 5.777 | 6.580 | 7.177 |

| 1901  | 1906  | 1911  | 1921  | 1926  | 1931  | 1936  | 1946  | 1954  |
| ----- | ----- | ----- | ----- | ----- | ----- | ----- | ----- | ----- |
| 7.426 | 7.524 | 7.888 | 5.013 | 5.636 | 6.822 | 7.543 | 6.671 | 8.274 |

| 1962  | 1968  | 1975  | 1982  | 1990   | 1999   | 2006   | 2011   | 2016 |
| ----- | ----- | ----- | ----- | ------ | ------ | ------ | ------ | ---- |
| 7.570 | 8.215 | 9.489 | 9.710 | 11.041 | 10.729 | 11.542 | 11.876 | -    |

| 2019 | - | - | - | - | - | - | - | - |
| ---- | - | - | - | - | - | - | - | - |
| -    | - | - | - | - | - | - | - | - |

## Administració
| Període        | Identitat         | Partit                            |
| -------------- | ----------------- | --------------------------------- |
| 1957-1964      | Paul Blein        | SFIO                              |
| 1965-1971      | Robert Garraud    | UDR                               |
| 1971-1983      | Paul Dijoud       | UDF                               |
| 1983-1991      | Robert de Caumont | PS                                |
| 1991-2001      | Alain Bayrou      | PR                                |
| 2001-2005      | Samuel Petermann  | UMP                               |
| 2005-2009      | Alain Bayrou      | UMP                               |
| 2009 (jul)     | Michelle Scotti   | interí                            |
| 2009 (jul-set) | Gérard Mathieu    | President de la Comissió especial |
| 2009-2020      | Gérard Fromm      | PS                                |
| 2020-          | Arnaud Murgia     | LR                                |

## Personatges il·lustres
- Luc Alphand, esquiador
- Oronce Finé, matemàtic

## Agermanaments
- Susa (Torí)
- Rosenheim